# Stypiura serripes
Stypiura serripes är en stekelart som först beskrevs av Fabricius 1804.  Stypiura serripes ingår i släktet Stypiura och familjen bredlårsteklar. Inga underarter finns listade i Catalogue of Life.